# Saison 2016-2017 du Castres olympique
Cette page présente la saison 2016-2017 du Castres olympique en Top 14 et en Coupe d'Europe.

## Entraîneurs
- Christophe Urios (directeur sportif)
- Joe El Abd (entraîneur des avants)
- Frédéric Charrier (entraîneur des arrières)

## Effectif 2016-2017
| Nom                  | Poste               | Naissance         | Nationalité sportive | Sélections (pts marqués) | Dernier club     | Arrivée au club (année) | Joueur issu des filières de formation |
| -------------------- | ------------------- | ----------------- | -------------------- | ------------------------ | ---------------- | ----------------------- | ------------------------------------- |
| Brice Mach           | Talonneur           | 2 avril 1986      | France               |                          | SU Agen          | 2011                    | JIFF                                  |
| Marc-Antoine Rallier | Talonneur           | 2 décembre 1988   | France               | -                        | Colomiers rugby  | 2011                    | JIFF                                  |
| Jody Jenneker        | Talonneur           | 10 avril 1984     | Afrique du Sud       | -                        | US Oyonnax       | 2016                    | NON JIFF                              |
| Mihaita Lazăr        | Pilier              | 29 octobre 1986   | Roumanie             |                          | CA Saint-Étienne | 2012                    | NON JIFF                              |
| Yohan Montès         | Pilier              | 7 février 1985    | France               | -                        | Stade toulousain | 2014                    | JIFF                                  |
| Eric Sione           | Pilier              | 29 octobre 1992   | Nouvelle-Zélande     | -                        | Wellington       | 2015                    | NON JIFF                              |
| Antoine Tichit       | Pilier              | 13 juin 1989      | France               | -                        | US Oyonnax       | 2015                    | JIFF                                  |
| Damien Tussac        | Pilier              | 2 janvier 1988    | France               | -                        | US Montauban     | 2016                    | JIFF                                  |
| Daniel Kotze         | Pilier              | 28 mars 1987      | Afrique du Sud       |                          | ASM Clermont     | 2016                    | NON JIFF                              |
| Tudor Stroe          | Pilier              | 6 novembre 1993   | France               | -                        | Tarbes PR        | 2016                    | JIFF                                  |
| Rodrigo Capó Ortega  | Deuxième ligne      | 8 décembre 1980   | Uruguay              |                          | SO Millau        | 2002                    | NON JIFF                              |
| Christophe Samson    | Deuxième ligne      | 1er mars 1984     | France               |                          | RC Toulon        | 2012                    | JIFF                                  |
| Victor Moreaux       | Deuxième ligne      | 19 septembre 1993 | France               |                          | Stade Toulousain | 2013                    | JIFF                                  |
| Loïc Jacquet         | Deuxième ligne      | 31 mars 1985      | France               |                          | ASM Clermont     | 2016                    | JIFF                                  |
| Steve Mafi           | Deuxième ligne      | 9 décembre 1989   | Tonga                |                          | Western Force    | 2016                    | NON JIFF                              |
| John Beattie         | 3e ligne centre     | 21 novembre 1985  | Écosse               |                          | Montpellier      | 2014                    | NON JIFF                              |
| Alexandre Bias       | 3e ligne aile       | 21 avril 1981     | France               | -                        | Montpellier HR   | 2015                    | JIFF                                  |
| Yannick Caballero    | 3e ligne aile       | 3 avril 1983      | France               |                          | US Montauban     | 2009                    | JIFF                                  |
| Alex Tulou           | 3e ligne aile       | 21 mars 1987      | Samoa américaines    | -                        | Montpellier HR   | 2015                    | NON JIFF                              |
| Maama Vaipulu        | 3e ligne            | 21 juillet 1989   | Nouvelle-Zélande     | -                        | Chiefs           | 2016                    | NON JIFF                              |
| Anthony Jelonch      | 3e ligne aile       | 28 juillet 1996   | France               |                          | Formé au club    | 2016                    | JIFF                                  |
| Antoine Dupont       | Demi de mêlée       | 15 novembre 1996  | France               | -                        | Auch             | 2014                    | JIFF                                  |
| Rory Kockott         | Demi de mêlée       | 25 juin 1986      | France               |                          | Lions            | 2011                    | NON JIFF                              |
| Julien Seron         | Demi de mêlée       | 1er novembre 1983 | France               | -                        | Carcassonne      | 2015                    | JIFF                                  |
| Benjamín Urdapilleta | Demi d'ouverture    | 11 mars 1989      | Argentine            |                          | US Oyonnax       | 2015                    | NON JIFF                              |
| Florian Vialelle     | Trois-quarts centre | 5 octobre 1993    | France               | -                        | SC Albi          | 2014                    | JIFF                                  |
| Thomas Combezou      | Trois-quarts centre | 26 janvier 1987   | France               | -                        | Montpellier      | 2014                    | JIFF                                  |
| Afusipa Taumoepeau   | Trois-quarts centre | 26 janvier 1990   | Australie            | -                        | SC Albi          | 2016                    | NON JIFF                              |
| Robert Ebersohn      | Trois-quarts centre | 23 février 1989   | Afrique du Sud       | -                        | Montpellier HR   | 2016                    | NON JIFF                              |
| Romain Martial       | Trois-quarts aile   | 13 novembre 1984  | France               |                          | RC Narbonne      | 2010                    | JIFF                                  |
| David Smith          | Trois-quarts aile   | 12 octobre 1986   | Nouvelle-Zélande     | -                        | RC Toulon        | 2015                    | NON JIFF                              |
| Julien Dumora        | Arrière             | 24 mars 1988      | France               | -                        | Lyon             | 2014                    | JIFF                                  |
| Geoffrey Palis       | Arrière             | 8 juillet 1991    | France               | -                        | Albi             | 2013                    | JIFF                                  |
| Kylian Jaminet       | Arrière             | 28 décembre 1995  | France               | -                        | RC Toulon        | 2016                    | JIFF                                  |
| Julien Caminati      | Arrière             | 28 octobre 1985   | France               |                          | RC Toulon        | 2016                    | JIFF                                  |

## Calendrier et résultats[2]

### Matchs amicaux
- Castres olympique - Stade aurillacois :  31-16
- Castres olympique - Northampton Saints :  31-14

### Top 14
| - Castres olympique - Section paloise : 28-11 - Aviron bayonnais - Castres olympique : 12-12 - Castres olympique - Stade rochelais : 18-26 - Stade français - Castres olympique : 29-25 - Castres olympique - FC Grenoble : 46-9 - Castres olympique - Racing 92 : 31-23 - ASM Clermont - Castres olympique : 29-19 - Montpellier HR - Castres olympique : 28-19 - Castres olympique - Union Bordeaux Bègles : 33-27 - Stade toulousain - Castres olympique : 16-15 - Castres olympique - CA Brive : 32-13 - Castres olympique - RC Toulon : 34-17 - Lyon OU - Castres olympique : 19-23 | - Section paloise - Castres olympique : 18-12 - Castres olympique - Aviron bayonnais : 47-18 - Stade rochelais - Castres olympique : 22-8 - Castres olympique - Stade français : 33-10 - FC Grenoble - Castres olympique : 21-20 - Racing 92 - Castres olympique : 23-10 - Castres olympique - ASM Clermont : 26-16 - Castres olympique - Montpellier HR : 38-25 - Union Bordeaux Bègles - Castres olympique : 17-29 - Castres olympique - Stade toulousain : 52-7 - CA Brive - Castres olympique : 33-27 - RC Toulon - Castres olympique : 23-14 - Castres olympique - Lyon OU : 16-17 |

| Rang | Club                  | J  | V  | N | D  | Bo | Bd | Pm  | Pe  | Diff | Pts |
| ---- | --------------------- | -- | -- | - | -- | -- | -- | --- | --- | ---- | --- |
| 1    | Stade rochelais       | 26 | 17 | 3 | 6  | 6  | 5  | 707 | 498 | +209 | 85  |
| 2    | ASM Clermont          | 26 | 15 | 3 | 8  | 8  | 4  | 800 | 562 | +238 | 78  |
| 3    | Montpellier HR        | 26 | 16 | 0 | 10 | 7  | 5  | 750 | 564 | +186 | 76  |
| 4    | RC Toulon             | 26 | 14 | 2 | 10 | 5  | 4  | 674 | 511 | +163 | 69  |
| 5    | Castres olympique     | 26 | 13 | 1 | 12 | 5  | 4  | 667 | 509 | +158 | 63  |
| 6    | Racing 92 (T)         | 26 | 14 | 1 | 11 | 3  | 1  | 586 | 616 | -30  | 62  |
| 7    | Stade français Paris  | 26 | 12 | 1 | 13 | 5  | 4  | 643 | 638 | +5   | 59  |
| 8    | CA Brive              | 26 | 13 | 1 | 12 | 0  | 4  | 577 | 634 | -57  | 58  |
| 9    | Section paloise       | 26 | 12 | 1 | 13 | 2  | 5  | 604 | 701 | -97  | 57  |
| 10   | Lyon OU (P)           | 26 | 11 | 2 | 13 | 3  | 4  | 573 | 632 | -59  | 55  |
| 11   | Union Bordeaux Bègles | 26 | 11 | 1 | 14 | 2  | 6  | 569 | 581 | -12  | 54  |
| 12   | Stade toulousain      | 26 | 11 | 0 | 15 | 3  | 6  | 537 | 561 | -24  | 53  |
| 13   | FC Grenoble           | 26 | 7  | 1 | 18 | 2  | 6  | 611 | 852 | -241 | 38  |
| 14   | Aviron bayonnais (P)  | 26 | 6  | 3 | 17 | 0  | 0  | 466 | 905 | -439 | 30  |

#### Phases finales

##### Barrages
Opposé au RC Toulon, qui a terminé 4e de la phase régulière, et qui a éliminé le Castres olympique en match de barrage, le Castres Olympique et éliminé par son adversaire par 26 à 22.
| Vendredi 19 mai 2017 21 h 00 | RC Toulon | 26–22 (13–9) | Castres olympique | Stade Mayol Arbitre : Alexandre Ruiz (arbitre) |
| Vendredi 19 mai 2017 21 h 00 | Essai(s) : 2 Delboulbès (19e), Halfpenny (64e) Transformation(s) : 2 Halfpenny (20e,66e) Pénalité(s) : 4 Halfpenny (3e,29e, 60e, 71e) Carton(s) jaune(s) : 2 Gill (48e), Mitchell (55e) |              | Essai(s) : 1 de pénalité (55e) Transformation(s) : Urdapilleta (55e) Pénalité(s) : 5 Urdapilleta (4e,22e, 31e, 49e, 74e) | Stade Mayol Arbitre : Alexandre Ruiz (arbitre) |
| Vendredi 19 mai 2017 21 h 00 | |              | | Stade Mayol Arbitre : Alexandre Ruiz (arbitre) |

### Coupe d'Europe
Dans la Coupe d'Europe le Castres Olympique, fait partie de la poule 4 et sera opposé aux Anglais des Northampton Saints, des Irlandais du Leinster et aux Français du Montpellier HR.
| - Leinster - Castres olympique - 33-15 - Castres olympique - Northampton Saints : 41-7 - Montpellier HR - Castres olympique : 28-21 | - Castres olympique - Leinster : 24-24 - Northampton Saints - Castres olympique : 28-21 - Montpellier HR - Castres olympique - 32-14 |

Avec 2 victoires et 3 défaite, le Castres Olympique termine 3e de la poule 4 et n'est qualifié pour les quarts de finale.

| Rang | Équipe             | J | V | N | D | Em | Ee | Bo | Bd | Pm  | Pe  | Diff | Pts |
| ---- | ------------------ | - | - | - | - | -- | -- | -- | -- | --- | --- | ---- | --- |
| 1    | Leinster           | 6 | 4 | 1 | 1 | 31 | 10 | 4  | 1  | 227 | 87  | +140 | 23  |
| 2    | Montpellier HR     | 6 | 3 | 0 | 3 | 15 | 15 | 2  | 2  | 120 | 149 | -29  | 16  |
| 3    | Castres olympique  | 6 | 2 | 1 | 3 | 15 | 20 | 1  | 1  | 144 | 147 | -3   | 12  |
| 4    | Northampton Saints | 6 | 2 | 0 | 4 | 10 | 26 | 0  | 1  | 91  | 199 | -108 | 9   |

### Championnat de France Espoirs
Après avoir terminé 6e de la poule Élite lors de la première phase du championnat de France espoirs, avec 74 points, le Castres olympique se trouve qualifié pour les barrages de la poule Élite.
Après avoir éliminé, 26 à 25 l'AS Montferrand en match de barrage, puis le Stade toulousain en demi-finale 28 à 17, le Castres olympique devient vice-champion de France Espoirs, Élite, après avoir succombé en finale 18 à 6 contre l'USA Perpignan.
- USA Perpignan (Pro D2)[3] - Castres olympique (Top 14) : 18 - 6[4]

## Statistiques

### Statistiques collectives
Attaque
Défense

### Statistiques individuelles
Meilleur réalisateur